# Hellmuth Pfeifer
Hans-Hellmuth Pfeifer (Altenburg, 18 febbraio 1894 – Finale Emilia, 22 aprile 1945) è stato un generale tedesco durante la seconda guerra mondiale. Veterano della prima guerra mondiale, ricoprì posizioni di comando più elevate nel corso della seconda guerra mondiale; tra le tante quella di tenente generale (Generalleutnant) della 65. Infanterie-Division in Italia, che data l'effige della bomba a mano gli è valso il soprannome de "La Divisione bomba a mano".
Convinto nazista, venne ucciso in azione a Finale Emilia, nel settore bolognese, il 22 aprile 1945, pochi giorni prima della resa finale dell'Asse in Italia. Venne insignito della Croce di Cavaliere della Croce di Ferro con Foglie di Quercia.

## Biografia

### Inizio della carriera militare
Hans-Hellmuth Pfeifer si unì al 3º Reggimento di fanteria Kurhessisches "von Wittich" n. 83 ( 3. Kurhessisches Infanterie-Regiment "von Wittich" Nr. 83) a Kassel, il 16 marzo 1912, con il grado di allievo ufficiale (Fahnenjunker). Il 18 agosto 1913 fu promosso a tenente del 4º Reggimento di fanteria Hannover nº 164 (4. Hannoversches Infanterie-Regiment nr. 164), prestandovi servizio come ufficiale di compagnia nella prima guerra mondiale.
Dopo la fine della guerra venne accettato nell'esercito imperiale come primo luogotenente. Nel 1919 si unì al 20º Reggimento di fanteria del Reichswehr. Nella primavera del 1920 fece poi parte dello staff della 10ª Brigata come aiutante di campo (Ordonanzoffizier), con l'esercito di transizione (200 000 uomini). Quando l'esercito della Reichswehr (100 000 uomini) venne formato, il 1º ottobre 1920 venne trasferito al 16º Reggimento di fanteria. Il 1º ottobre 1921 venne trasferito al 16º Reggimento di cavalleria come ufficiale di squadriglia. Fu congedato dal servizio attivo nella Reichswehr il 1º aprile 1922. Sposò Oda Seitz il 5 aprile 1922.
Dal 1º aprile 1929 assunse la carica di direttore editoriale della casa editrice Volkswarte (Osservatorio del popolo) di Ludendorff a Monaco di Baviera. In questa posizione, tra l'altro, diffuse teorie del complotto antisemite. Il 1º luglio 1934 si riunì alla Reichswehr come capitano (Hauptmann). La sua anzianità era stata fissata il 1º ottobre 1933. Durante l'espansione della Reichswehr nella Wehrmacht, Hans-Hellmuth fu nominato comandante di compagnia in uno dei due reggimenti di fanteria dal VI Comando di Fanteria (Oldenburg o Osnabrück). Quando le unità furono esposte il 15 ottobre 1935, fu nominato comandante di compagnia nel 58º Reggimento di fanteria. Il 1º agosto 1936 venne promosso maggiore. Dal 1º ottobre 1937 fu quindi attivo nell'Alto Comando della Wehrmacht (Oberkommando der Wehrmacht, OKW), dove apparteneva al dipartimento interno dell'Ufficio per gli affari generali della Wehrmacht (Amtsgruppe Allgemeine Wehrmachtangelegenheiten, AWA), posizione che occupava all'inizio della seconda guerra mondiale, nell'estate del 1939. In questo periodo Pfeifer pubblicò diversi articoli che trattavano il tema del soldato politico.

### Seconda guerra mondiale

#### Invasione della Francia
Pfeifer prese il comando del 3º battaglione del 185º Reggimento di fanteria nell'87ª Divisione di fanteria il 27 settembre 1939. Il 1º dicembre 1939 venne promosso tenente colonnello (Oberstleutnant). Nella primavera del 1940 partecipò alla campagna di Francia. L'87ª Divisione di fanteria occupò Parigi nel giugno 1940. Fu poi nominato comandante del 185º Reggimento di fanteria il 5 luglio 1940.

#### Invasione dell'Unione Sovietica
Dall'inizio dell'estate del 1941 il suo reggimento venne impiegato nell'operazione Barbarossa, a cui partecipò nell'attacco alla Russia centrale. Il 1º ottobre 1941 fu promosso a colonnello (Oberst). La sua anzianità era stata fissata al 1º giugno 1941. Si distinse durante l'avanzata tedesca, per la quale fu insignito della Croce di Cavaliere della Croce di Ferro il 26 novembre 1941. Pfeifer rimase al comando quando il suo reggimento fu ribattezzato Grenadier-Regiment 185 (divisione bomba a mano) nell'ottobre 1942.

La nuova insegna de "La Divisione bomba a mano".

Il 31 ottobre 1942 fu insignito della Croce Tedesca in oro nella battaglia di Ržev. Il 18 novembre 1942 fu gravemente ferito. Dopo la guarigione, nel luglio 1943 partecipò al 5º o 6º corso per dirigenti di Divisione a Berlino. Il 1º settembre 1943 fu promosso a maggior generale (Generalmajor). Come tale fu nominato comandante della 65ª Divisione di fanteria in Italia il 1º dicembre 1943.

#### Occupazione dell'Italia
All'età di 49 anni veniva descritto dalla sua divisione come un uomo dotato di "energia indomita", e definito "modello militare". Nonostante sia insolito per un generale, Hans-Hellmuth Pfeifer indossava il Distintivo per assalto della fanteria sulla sua uniforme e comandava anche dal fronte. Ereditò una divisione gravemente impoverita, formata da tedeschi etnici arruolati che regolarmente disertavano. Per ispirare le sue truppe ormai scoraggiate, Hans-Hellmut cambiò l'insegna tattica della Divisione dalla lettera Z ad una bomba a mano stilizzata, un'insegna che divenne molto popolare tra i soldati e che la divisione mantenne per il resto della guerra.
Il bollettino della divisione si chiamava Die Handgranate ("La granata a mano") e per il Natale 1944 furono stampate grandi quantità di un'edizione speciale per le festività con l'idea che dovessero essere rispedite alle famiglie a casa. L'edizione conteneva elucubrazioni sulla guerra ed un breve rapporto intitolato "Dalla storia della guerra della nostra divisione di fanteria".
Si distinse particolarmente nelle serrate battaglie difensive del giugno 1944 sui Colli Albani, a sud-est di Roma. Il 1º giugno 1944 fu promosso tenente generale (Generalleutnant) e si ritirò dalla prima linea nel gennaio 1945. Il 2 giugno 1944 fu menzionato per nome nel rapporto quotidiano della Wehrmacht:
"In questa sezione del fronte, la 65ª Divisione di fanteria sotto il tenente generale Pfeiffer, la 3ª Divisione Panzergrenadier sotto il maggiore generale Hecker, rinforzata da parti della 4ª Divisione paracadutisti, e un gruppo di combattimento composto da unità dell'esercito e truppe paracadutiste sotto il tenente Generale Greiner, superbamente supportato dall'artiglieria e dall'artiglieria antiaerea della Luftwaffe, particolarmente eccellente."
Il 22 aprile 1945 morì da comandante della 65. Infanterie-Division nei pressi di Finale Emilia, a nord di Bologna. Un aereo alleato colpì mortalmente il generale con colpi di mitragliatrice di bordo mentre cercava di attraversare un ponte sul Panaro.

## Onorificenze
- - Croce di Cavaliere il 26 novembre 1941 come Oberstleutnant e comandante del Infanterie-Regiment 185[11]
  - Foglie di Quercia il 5 settembre 1944 come generale e comandante della 65. Infanterie-Division[12]